# Bythocaris elegans
Bythocaris elegans is een garnalensoort uit de familie van de Hippolytidae. De wetenschappelijke naam van de soort is voor het eerst geldig gepubliceerd in 1982 door Bryazgin.